# Rafael Villagómez
Rafael Villagómez (León, 10 novembre 2001) è un pilota automobilistico messicano, attivo in Formula 2.

## Carriera

### Formule minori
Nel 2020 Villagomez debutta in monoposto gareggiando in Formula 4, il messicano partecipa alla F4 britannica e F4 francese ottenendo un podio in entrambe le competizioni. A fine anno partecipa agli ultimi round della Euroformula Open.
L'anno seguente in contemporanea alla Formula 3 partecipa alla Euroformula Open con il team Van Amersfoort Racing. Villagomez ottiene cinque podi e chiude ottavo pur avendo saltato diverse gare.

### Formula 3

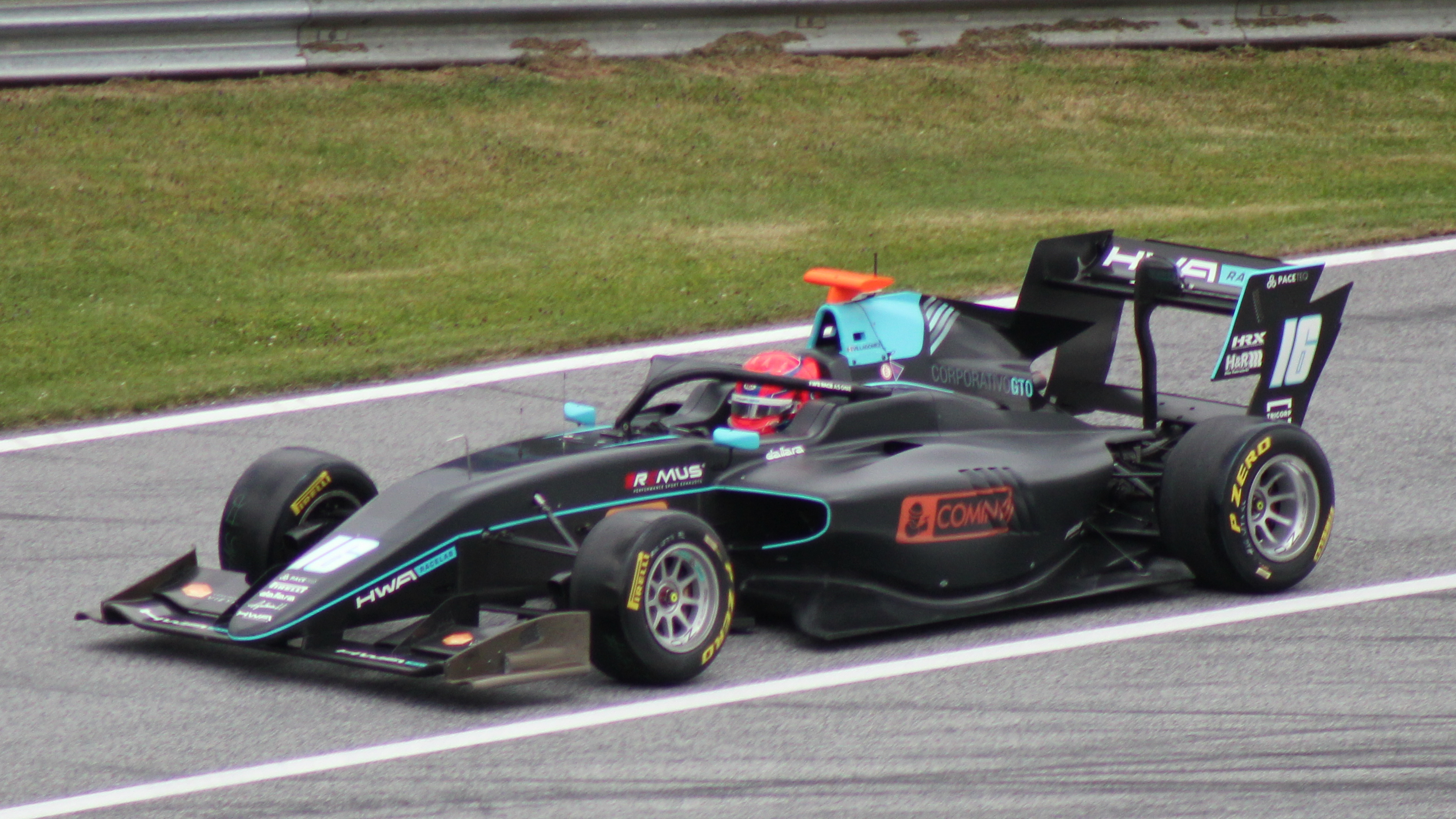
Rafael Villagómez durante il Campionato FIA di Formula 3 2022 con il team Van Amersfoort Racing

Nel inverno del 2021 partecipa alla Formula 3 asiatica con il team BlackArts Racing Team. Nel resto del anno, Villagomez passa alla Formula 3 con il team HWA Racelab, correndo al fianco di Matteo Nannini e Oliver Rasmussen. Al suo esordio diventa il primo pilota messicano a correre nella competizione. La stagione è deludente, Villagomez non ottiene nessun punto e chiude al ventinovesimo posto. 
L'anno seguente continua in Formula 3 passando al team esordiente Van Amersfoort Racing, durante la prima gara d'Imola ottiene i suoi primo punti nella serie chiudendo nono. Villagomez chiude la stagione senza ottenere altri punti e finisce venticinquesimo in classifica. 
Dopo la sua seconda stagione in Formula 3, Villagomez partecipa ai test post stagionali della Formula 2 sempre con il team VAR. Il pilota messicano decide poi di rimane in Formula 3 anche per il 2023. Come le stagioni precedenti Villagomez ha difficoltà ad ottenere punti, arrivando in top 10 solo nelle due corse finali a Monza. Chiude la sua terza stagione in F3 al venticinquesimo posto con due punti guadagnati.  
Nel inverno del 2023 prende parte anche alla Formula Regional Middle East (ex Formula Regional Asia) con il team VAR supportato dalla Pinnacle Motorsport. Nella serie ottiene come miglior risultato un secondo posto in gara due del Kuwait Motor Town dietro ad Andrea Kimi Antonelli. 

### Formula 2

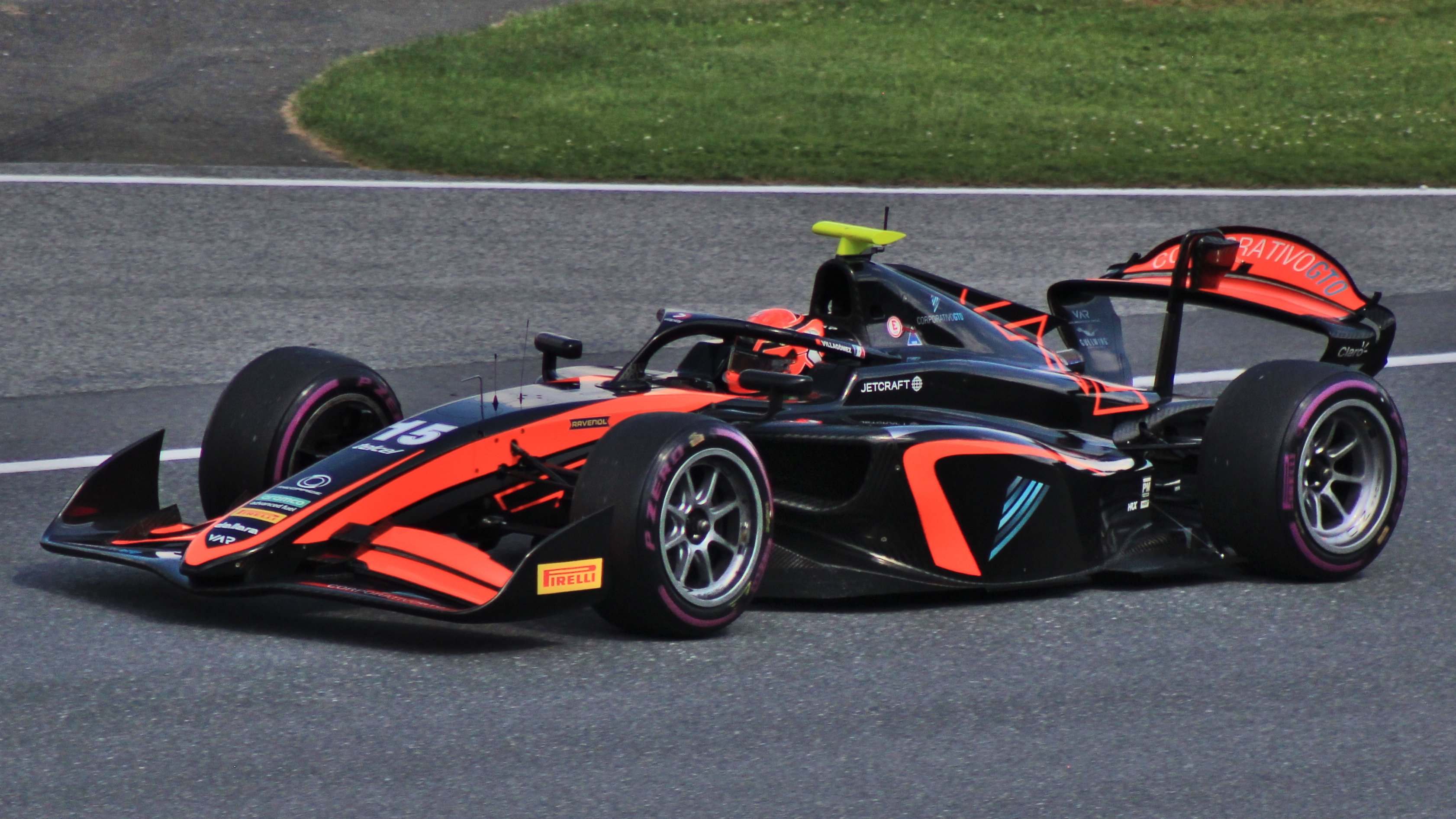
Rafael Villagómez nel 2024 durante la stagione di F2

Dopo aver partecipato a diversi test di Formula 2, per la stagione 2024, il pilota messicano viene scelto dalla VAR per correre l'intera stagione. L'anno seguente rimane legato al team olandese per correre la sua seconda stagione in F2.

## Risultati

### Riassunto della carriera
| Stagione | Serie                        | Team                    | Gare | Vittorie | Pole | G.V | Podio | Punti | Pos. |
| -------- | ---------------------------- | ----------------------- | ---- | -------- | ---- | --- | ----- | ----- | ---- |
| 2020     | Formula 4 britannica         | Fortec Motorsport       | 17   | 0        | 0    | 0   | 1     | 47    | 11°  |
| 2020     | Formula 4 francese           | FFSA Academy            | 18   | 0        | 0    | 0   | 1     | 121   | 6°   |
| 2020     | Euroformula Open             | Drivex School           | 4    | 0        | 0    | 0   | 0     | 0     | NC†  |
| 2021     | Formula 3                    | HWA Racelab             | 20   | 0        | 0    | 0   | 0     | 0     | 29°  |
| 2021     | Euroformula Open             | Van Amersfoort Racing   | 18   | 0        | 0    | 0   | 5     | 135   | 8°   |
| 2021     | Formula Regional Asia        | BlackArts Racing Team   | 15   | 0        | 0    | 0   | 0     | 6     | 17°  |
| 2022     | Formula 3                    | Van Amersfoort Racing   | 18   | 0        | 0    | 0   | 0     | 2     | 24°  |
| 2023     | Formula Regional Middle East | VAR-Pinnacle Motorsport | 12   | 0        | 0    | 0   | 1     | 44    | 13°  |
| 2023     | Formula 3                    | Van Amersfoort Racing   | 18   | 0        | 0    | 0   | 0     | 2     | 25°  |

† Poiché Villagómez era un pilota ospite, non era idoneo a segnare punti.* Stagione in corso.

### Risultati Formula Regional Asia / Middle East
(legenda) (Le gare in grassetto indicano la pole position) (Le gare in corsivo indicano Gpv)
| Stagione | Squadra                 | 1   | 2   | 3   | 4   | 5   | 6   | 7   | 8   | 9   | 10  | 11  | 12  | 13  | 14  | 15  | Punti | Pos. |
| -------- | ----------------------- | --- | --- | --- | --- | --- | --- | --- | --- | --- | --- | --- | --- | --- | --- | --- | ----- | ---- |
| 2021     | BlackArts Racing        | DUB | DUB | DUB | ABU | ABU | ABU | ABU | ABU | ABU | DUB | DUB | DUB | ABU | ABU | ABU | 6     | 17º  |
| 2021     | BlackArts Racing        | Rit | Rit | 12  | 20  | 19  | 16  | Rit | 12  | 13  | 12  | 9   | 8   | 11  | 14  | 14  | 6     | 17º  |
| 2023     | VAR-Pinnacle Motorsport | DUB | DUB | DUB | KMT | KMT | KMT | KMT | KMT | KMT | DUB | DUB | DUB | ABU | ABU | ABU | 44    | 13º  |
| 2023     | VAR-Pinnacle Motorsport | 17  | 11  | 19  | 6   | 5   | Rit | 7   | 2   | 14  | Rit | 20  | 13  |     |     |     | 44    | 13º  |

* Stagione in corso.

### Risultati Formula 3
(legenda) (Le gare in grassetto indicano la pole position) (Le gare in corsivo indicano Gpv)
| Anno | Team                  | 1   | 2   | 3   | 4   | 5   | 6   | 7   | 8   | 9   | 10  | 11  | 12  | 13  | 14  | 15  | 16  | 17  | 18  | 19  | 20  | 21  | Punti | Pos. |
| ---- | --------------------- | --- | --- | --- | --- | --- | --- | --- | --- | --- | --- | --- | --- | --- | --- | --- | --- | --- | --- | --- | --- | --- | ----- | ---- |
| 2021 | HWA Racelab           | CAT | CAT | CAT | LEC | LEC | LEC | RBR | RBR | RBR | HUN | HUN | HUN | SPA | SPA | SPA | ZAN | ZAN | ZAN | SOC | SOC | SOC | 0     | 29º  |
| 2021 | HWA Racelab           | 19  | 18  | 28  | 25  | 27  | 23  | 21  | 18  | 19  | 23  | 21  | 24  | 27  | 24  | Rit | 22  | 13  | 25  | 20  | C   | Rit | 0     | 29º  |
| 2022 | Van Amersfoort Racing | BHR | BHR | IMO | IMO | CAT | CAT | SIL | SIL | RBR | RBR | HUN | HUN | SPA | SPA | ZAN | ZAN | MNZ | MNZ |     |     |     | 2     | 25°  |
| 2022 | Van Amersfoort Racing | 17  | 12  | 9   | 20  | 14  | Rit | 26  | Rit | Rit | 15  | 17  | 21  | 23  | 19  | 28  | Rit | 26  | Rit |     |     |     | 2     | 25°  |
| 2023 | Van Amersfoort Racing | BHR | BHR | MEL | MEL | MON | MON | CAT | CAT | RBR | RBR | SIL | SIL | HUN | HUN | SPA | SPA | MNZ | MNZ |     |     |     | 2     | 25°  |
| 2023 | Van Amersfoort Racing | Rit | 20  | 14  | 19  | 16  | 16  | 25  | 25  | Rit | 15  | 20  | 16  | 18  | 17  | 23  | 21  | 10  | 10  |     |     |     | 2     | 25°  |

### Risultati Formula 2
(legenda) (Le gare in grassetto indicano la pole position) (Le gare in corsivo indicano Gpv)
| Anno | Team                  | 1   | 2   | 3   | 4   | 5   | 6   | 7   | 8   | 9   | 10  | 11  | 12  | 13  | 14  | 15  | 16  | 17  | 18  | 19  | 20  | 21  | 22  | 23  | 24  | 25  | 26  | 27  | 28  | Punti | Pos. |
| ---- | --------------------- | --- | --- | --- | --- | --- | --- | --- | --- | --- | --- | --- | --- | --- | --- | --- | --- | --- | --- | --- | --- | --- | --- | --- | --- | --- | --- | --- | --- | ----- | ---- |
| 2024 | Van Amersfoort Racing | BHR | BHR | JED | JED | ALB | ALB | IMO | IMO | MON | MON | CAT | CAT | RBR | RBR | SIL | SIL | HUN | HUN | SPA | SPA | MNZ | MNZ | BAK | BAK | LUS | LUS | YMC | YMC | 13    | 24°  |
| 2024 | Van Amersfoort Racing | 19  | 12  | 14  | 9   | 15  | 7   | 11  | 16  | 15  | Rit | 17  | 16  | 19  | 16  | 14  | 16  | 11  | 10  | 21  | Rit | 16  | 8   | 16  | Rit | 17  | Rit | 12  | Rit | 13    | 24°  |
| 2025 | Van Amersfoort Racing | ALB | ALB | BHR | BHR | JED | JED | IMO | IMO | MON | MON | CAT | CAT | RBR | RBR | SIL | SIL | SPA | SPA | HUN | HUN | MNZ | MNZ | BAK | BAK | LUS | LUS | YMC | YMC | 10*   |      |
| 2025 | Van Amersfoort Racing | 13  | C   | 6   | 12  | 17  | 17  | 15  | Rit | 18  | 9   | 3   | Rit |     |     |     |     |     |     |     |     |     |     |     |     |     |     |     |     | 10*   |      |

* Stagione in corso.